# Politikåret 1846

## Händelser
- 16 februari - Texas blir delstat i USA.[1]
- 23 mars - Arvid Mauritz Posse efterträder Johan Nordenfalk som Sveriges justitiestatsminister.[2]
- 30 juni - John Russel efterträder Robert Peel som Storbritanniens premiärminister.[3]
- 28 december - Iowa blir delstat i USA.[4]

### Fotnoter
1. ↑  ”Texas” (på engelska). World Statesmen. http://www.worldstatesmen.org/US_states_S-U.html#Texas. Läst 29 juli 2015.
2. ↑  ”Sweden” (på engelska). World Statesmen. http://www.worldstatesmen.org/Sweden.html. Läst 29 juli 2015.
3. ↑  ”United Kingdom” (på engelska). World Statesmen. http://www.worldstatesmen.org/United_Kingdom.html. Läst 29 juli 2015.
4. ↑  ”Iowa” (på engelska). World Statesmen. http://www.worldstatesmen.org/US_states_F-K.html#Iowa. Läst 29 juli 2015.